# Antoine Quentin Fouquier-Tinville
Antoine Quentin Fouquier de Tinville (Foreste, 10 giugno 1746 – Parigi, 7 maggio 1795) è stato un magistrato e rivoluzionario francese, che esercitava la funzione di pubblico accusatore presso il tribunale rivoluzionario di Parigi durante il regime del terrore.
Il feroce magistrato di Robespierre era il secondo figlio di cinque che il padre Elie (o Eloy) Fouquier de Tinville, proprietario terriero e signore d'Hérouël, ebbe dalla moglie Marie-Louise Martine, proveniente da un'agiata famiglia del luogo. Gli fu attribuito il nome de Tinville da una delle terre del padre, poiché il titolo paterno d'Hérouël, andò al primogenito, mentre i titoli de Foreste e de Vauvillé andarono ai fratelli più giovani.

## Biografia

### Il periodo pre-rivoluzione
Grazie all'intervento dello zio materno, l'abate Martine de la Motte, entrò nel collegio di Noyon, ove studiò per sei anni. Poi, sotto le pressioni del padre, che vedeva di buon occhio per lui la carriera di magistrato piuttosto che quella ecclesiastica, entrò come giovane di studio presso Cornillier, procuratore del re al Grand Châtelet a Parigi, poi, nel 1769, presso Berthereau, anch'egli procuratore.
Diligente, molto attaccato al lavoro e molto coscienzioso, si fece ben notare dal suo datore di lavoro divenendo primo assistente e poi, grazie all'aiuto ottenuto dalla famiglia e ad un prestito, poté acquistare da Cornillier la sua carica, allorché questi si ritirò nel 1774. Il 21 gennaio venne ufficialmente ammesso alla Camera dei procuratori allo Châtelet.
Il 19 ottobre 1775, sposò la cugina Dorothée Saugnier, dalla quale ebbe poi cinque figli. Iniziò per lui un periodo fortunato, ma la moglie morì di parto nel 1782, dando alla luce una figlia. Sposò quindi in seconde nozze, qualche mese dopo, un giovane fanciulla della piccola nobiltà, Henriette Gérard d'Aucourt, dalla quale ebbe successivamente due figli.
Tuttavia, nell'atmosfera affaristica di quel periodo, pare che il magistrato si fosse impegnato senza successo in attività rischiose, per cui dovette vendere la propria carica nel 1783 per poter ripagare i debiti. Seguì un periodo durante il quale non si ha più traccia di lui, se non da alcune lettere dei suoi amici. Uscì dall'anonimato quando ottenne un posto da commissario presso la sezione detta di "Saint-Merry", nel quartiere dove abitava con la famiglia. È di qui che riprese a poco a poco la sua carriera di magistrato, diventando dapprima direttore di un giurì accusatorio presso il tribunale straordinario creato il 17 agosto 1792 per giudicare i seguaci del re relativamente ai fatti del 10 agosto 1792. Quando il tribunale venne disciolto, ebbe un posto di giudice presso il tribunale di Saint-Quentin, nella sua regione d'origine (Aisne), ma non occupò subito la carica. Infine fu eletto dalla Convenzione nazionale pubblico accusatore del nuovo tribunale penale straordinario (il futuro tribunale rivoluzionario). A quel punto si dimise da giudice del tribunale di Saint-Quentin.

### Pubblico accusatore

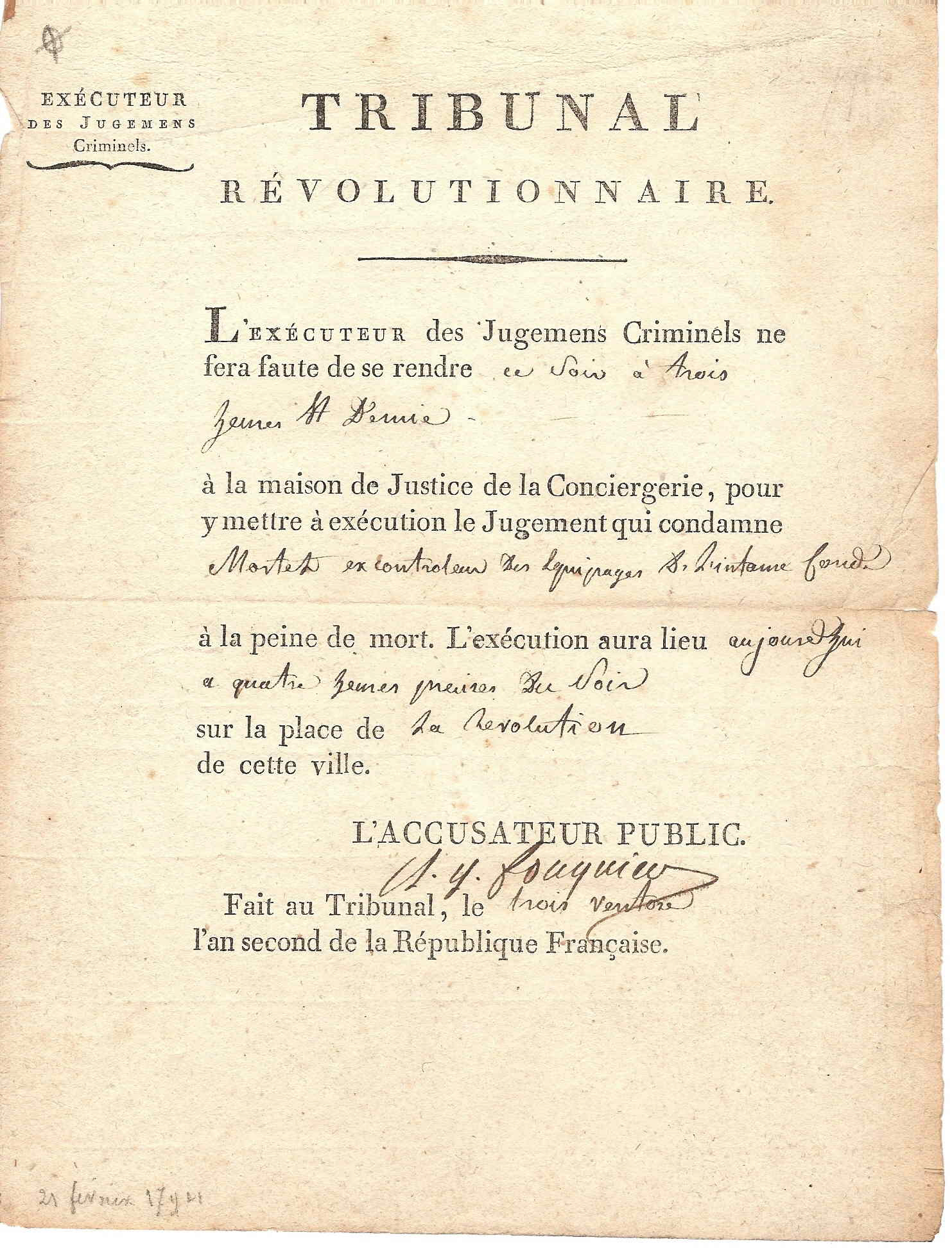
Atto di condanna del comitato di salute pubblica

Il 10 marzo 1793 la Convenzione nazionale aveva istituito il tribunale speciale straordinario, che prese poi il nome di tribunale rivoluzionario a partire dall'8 brumaio dell'anno II (29 ottobre 1793). Nella seduta del 13 marzo, la Convenzione procedette all'elezione dei membri del tribunale, coi seguenti risultati:
- Faure, pubblico accusatore eletto con 180 voti (su 377 votanti);
- Fouquier-Tinville, sostituto, eletto con 163 voti;
- Fleuriot-Lescot, sostituto eletto con 162 voti;
- Donzé-Verteuil, sostituto, eletto con 162 voti.

Louis-Joseph Faure declinò la proposta e quindi venne proclamato pubblico accusatore il più votato dei sostituti, Fouquier-Tinville.
Fu lui il motore del tribunale, che accettava i giudici ed i giurati, che sceglieva il luogo, che redigeva gli atti di accusa, che faceva applicare la legge, che riceveva il carnefice, che fissava il numero di carrette delle condanne a morte, che rendeva conto al Comitato di salute pubblica.
Inizialmente controllato dalla Commissione dei sei, il tribunale venne presto liberato da questa tutela, e toccavano al pubblico accusatore le prerogative di arrestare, perseguire e sottoporre a giudizio, dietro denuncia delle autorità o dei cittadini.

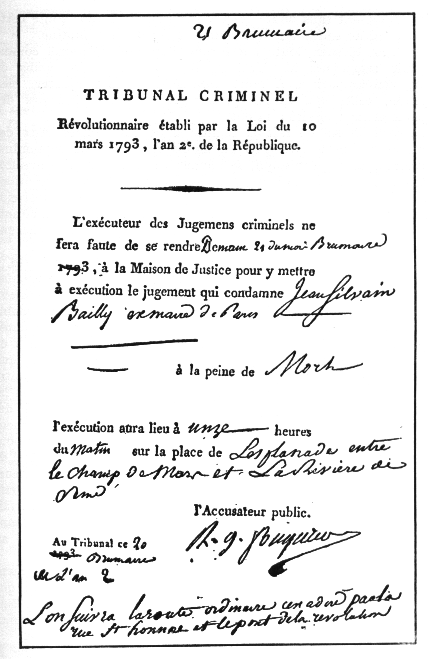
Copia dell'ordine di esecuzione contro Jean Sylvain Bailly, astronomo ed ex-sindaco di Parigi, firmato da Fouquier.

Fu lui il pubblico accusatore al processo a Charlotte Corday del 17 luglio 1793, a quello della regina Maria Antonietta del 14-16 ottobre 1793, a quello dei Girondini del 24-30 ottobre 1793, a quello di Jean Sylvain Bailly del 10-11 novembre 1793, a quello di Antoine Barnave del 27-28 novembre 1793, a quello degli Hébertisti del 21-24 marzo 1794 ed a quello di Danton e dei suoi seguaci del 2-5 aprile 1794. Le sue violente arringhe non riuscirono comunque a umiliare gli aristocratici, che morirono con coraggio e orgoglio.
Nella primavera del 1794 la Convenzione, sotto le pressioni di Robespierre, Bertrand Barère e Georges Couthon che volevano accelerare i tempi dei giudizi del Tribunale rivoluzionario, decretò il divieto di assegnare all'imputato avvocati difensori e di escludere testimoni a discarico (legge del 22 pratile anno II). Fouquier-Tinville protestò per questo presso il Comitato di salute pubblica ma non ci fu nulla da fare, Robespierre era troppo influente e Fouquier-Tinville si adeguò.
Fu ancora lui che, dopo il colpo di stato del 9 termidoro, procedette al riconoscimento dell'identità dei ribelli, posti fuori legge, Robespierre, Saint-Just, Couthon e gli altri, prima del loro invio alla ghigliottina.

Il giorno 10 termidoro (28 luglio) del 1794 il Comitato di salute pubblica si occupò di rinnovare completamente il tribunale e Bertrand Barère de Vieuzac presentò alla Convenzione una lista di giudici e giurati, nella quale figurava il nome di Fouquier-Tinville come pubblico accusatore. Solo tre giorni più tardi Louis Fréron si stupì di trovare il nome di Tinville nella lista e chiese un decreto di arresto contro di lui. L'ex terrorista e dantonista ora termidoriano così si espresse: 
(Discorso di Fréron alla Convenzione nazionale termidoriana)
Informato del suo prossimo arresto, Fouquier-Tinville, convinto del suo buon diritto e della sua innocenza, si costituì.

### Il suo processo
Il suo processo fu tenuto davanti al Tribunale rivoluzionario. Nel germinale dell'anno III (28 marzo 1795) Fouquier-Tinville e ventitré coimputati (fra i quali Marie Joseph Emmanuel Lanne) comparvero dinnanzi a questo tribunale, riorganizzato dalla legge dell'8 nevoso dell'anno III (28 dicembre 1794). Sei altri imputati erano contumaci. Il nuovo procuratore era Judicis.
Tra i capi di accusa mossi a Fouquier-Tinville, figurano quelli di: 
- aver messo sotto il medesimo atto di accusa un considerevole numero di persone che non si erano mai conosciute, attribuendo loro il medesimo reato;
- aver messo sotto accusa, facendole condannare a morte, persone contro le quali non esistevano capi di accusa;
- aver fatto mettere a morte persone che non erano state sottoposte ad alcun processo né condanna;
- aver fatto condannare e giustiziare gli imputati sbagliati, condannati e messi a morte al posto di altri a causa di sostituzioni di persone;
- aver fatto giustiziare imputati le cui sentenze  erano ancora "in bianco";

Di questi abusi, l'imputato si era reso responsabile soprattutto dopo la legge del 22 pratile dell'anno II (10 giugno 1794).
Dal 9 germinale dell'anno III (29 marzo) al 12 fiorile (1º maggio) del 1795, furono sentiti 419 testimoni di cui 223 a discarico. Il 12 fiorile il sostituto Cambon pronunciò la sua requisitoria ed entro un giorno e mezzo Fouquier-Tinville presentò la sua difesa, che terminò così:
«Non sono io che avrei dovuto essere portato qui dinnanzi, ma i capi i cui ordini io ho eseguito. Io non ho agito che in forza di leggi formulate da una Convenzione investita di pieni poteri. A causa dell'assenza dei suoi membri, io mi trovo capo di una cospirazione che non ho mai conosciuto. Ma eccomi esposto alla calunnia, a un popolo sempre avido di trovare un colpevole.»
Il 15 ed il 16 fiorile i difensori degli altri coimputati espressero le loro istanze.
Il 17 fiorile (6 maggio), la deliberazione durò due ore e alle 5 fu data lettura della sentenza. Fouquier-Tinville e quindici coimputati, Foucault, Gabriel Toussaint Scellier, François Garnier-Launay, Leroy, detto Dix-Août, Renaudin, Vilate, Prieur, Châtelet, Girard, Lanne, Herman, Boyaval, Benoît, Verney e François Dupaumier, furono condannati a morte:
«…coinvolti in manovre tendenti a favorire i progetti liberticidi dei nemici del popolo e della Repubblica, a provocare le dissoluzione della rappresentanza nazionale ed il rovesciamento del regime repubblicano, ad esercitare l'armamento dei cittadini gli uni contro gli altri, particolarmente facendo perire sotto la forma mascherata di una sentenza un numero enorme di francesi, di ogni età e sesso; immaginando, a questo scopo, progetti di cospirazione nelle diverse case circondariali di Parigi; costruendo in queste case liste di proscrizione, etc. ed aver agito con cattive intenzioni.»
Maire, Harny, Deliège, Naulin, Lohier, Delaporte, Trinchard, Duplay, Brochet, Chrétien, Ganney, Tray, Guyard, Beausire et Valagnos, assolti, furono messi in libertà lo stesso giorno.
Portato alla Conciergerie, Fouquier-Tinville scrisse queste ultime righe:
«Io non ho nulla di cui rimproverarmi: mi sono sempre conformato alle leggi, non sono mai stato una creatura di Robespierre né di Saint-Just, al contrario, sono stato sul punto di arrestarli quattro volte. Io muoio per la mia patria. Sono soddisfatto: più avanti verrà riconosciuta la mia innocenza.»
La sua esecuzione ebbe luogo la mattina successiva in place de Grève e la sua fu l'ultima esecuzione di sedici condannati a morte.
Il corpo venne trasportato nel vecchio Cimitero degli Errancis e qui inumato in una fossa comune.